# Encontro Nacional dos Estudantes de Design
O Encontro Nacional de Estudantes de Design (N Design) foi um evento itinerante, sem fins lucrativos de caráter acadêmico, social, cultural, científico e político, realizado anualmente de 1991 até 2019.
A Comissão Organizadora do N Design (CONDe) era composta por estudantes da cidade sede de cada edição (exceto em 1997). A CONDe era definida numa reunião no N Design do ano anterior, com representantes de todas as faculdades presentes.
O N Design é organizado para propiciar aperfeiçoamento pessoal, disseminação de conhecimento e integração à comunidade brasileira de Design, diante de um cenário em que são raras as oportunidades de unir tão grande número de culturas em um ambiente focado na produção de conteúdo, difusão cultural e no intercâmbio de experiências.  O encontro também visa proporcionar aos participantes diferentes fontes de conhecimento além das tradicionais, isto acontece através da interação entre os participantes e do contato com profissionais. Além de promover o crescimento e amadurecimento pessoal e profissional, contribui para a formação de cidadãos, estimulando a consciência da importância do design no país como fator de desenvolvimento social.

## Histórico
A iniciativa de buscar um fórum próprio anual direcionado para os interesses estudantis surgiu devido ao volume de participações dos estudantes nos eventos de desenho industrial. Em outubro de 1990, paralelamente à Bienal de Design em Curitiba, surgiu o PréENED que reuniu estudantes para deliberar sobre a realização do 1º Encontro Nacional de Estudantes de Design. Posteriormente, no Rio de janeiro, houve o 2º PréENED em dezembro, onde foi aprovada que Curitiba sediaria o que viria a ser o 1º N Design, com o objetivo de criar um espaço para o encontro de todos os estudantes de Design do país, e assim promover discussões, troca de ideias e geração de soluções para as questões relativas ao mundo do Design.
Em 21 anos de realização, o N Design conseguiu se consolidar como um dos maiores eventos em toda a América Latina, tornando-se referência de qualidade na área de Design, ocorrendo em cidades das várias regiões brasileiras. No ano de 2007, em Florianópolis - SC, atingiu o maior número registrado de participantes, totalizando 4.532.
Diante de uma necessidade crescente de representação dos estudantes diante da sociedade, em 1996 foi criado o Conselho Nacional de Estudantes de Design. O CoNE Design é uma associação estudantil, apartidária e sem fins lucrativos que representa os estudantes dos cursos superiores de design do Brasil, sendo sua principal função promover o design estimulando o estudo, a análise e a discussão na área e lutando pelo aprimoramento do ensino superior de design brasileiro.
As iniciativas do CoNE Design são realizadas pelos próprios estudantes e têm como principal objetivo integrar todos os futuros profissionais estimulando a discussão na área. A estrutura inicial criada foi uma instituição administrada por uma Secretaria Nacional e cinco Secretarias Regionais: Sul; São Paulo; Rio de Janeiro e Espírito Santo; Centro-Oeste e Minas Gerais; Norte e Nordeste. Em 2004 ele deixou de ter uma Secretaria Nacional centralizada em uma única instituição de ensino e passou a contar com um modelo de Secretaria Nacional Descentralizada. Durante o 16º N Design, em Brasília, em julho de 2006, o modelo atual de apresentação do CoNE Design foi aprovado, sendo implantado em caráter experimental para seu registro jurídico realizar-se no primeiro CoNE Design de 2007, em Florianópolis, Santa Catarina, procurando firmar-se nas Entidades de Base e em seus encontros, fortalecendo ações locais, a representatividade e a atuação no cenário nacional.

## Tabela com histórico de edições do NDesign[5]
| Edição | Ano  | Cidade         | Tema |
| ------ | ---- | -------------- | --- |
| I      | 1991 | Curitiba       | |
| II     | 1992 | Santa Maria    | Identidade e Sociedade |
| III    | 1993 | Belo Horizonte | Demandas e Perspectivas |
| IV     | 1994 | Rio de Janeiro | Qual a cara do estudante de Design Brasileiro?                                                                                       |
| V      | 1995 | Recife         | Onde estão os Criadores? |
| VI     | 1996 | São Luís       | Democratizando o Design |
| VII    | 1997 | São Paulo      | Pluralidade e Diversidade do Design                                                                                                  |
| VIII   | 1998 | Curitiba       | Design para Todos: vamos mostrar a cara                                                                                              |
| IX     | 1999 | Brasília       | Design: Reconhecer pelo Conhecimento                                                                                                 |
| X      | 2000 | Salvador       | N Passos a Frente |
| XI     | 2001 | Recife         | Educação em Design/Mercado de Trabalho/Valorização da Profissão/Interdisciplinaridade                                                |
| XII    | 2002 | Bauru          | |
| XIII   | 2003 | Belo Horizonte | Design por Necessidade |
| XIV    | 2004 | Santa Maria    | Design Emergente |
| XV     | 2005 | São Luís       | PontaPonta |
| XVI    | 2006 | Brasília       | Aberto para balanço |
| XVII   | 2007 | Florianópolis  | Agite antes de usar |
| XVIII  | 2008 | Manaus         | Waty'Amá (maturidade) |
| XIX    | 2009 | Olinda         | "Manguebit" Enfoque no Design Social                                                                                                 |
| XX     | 2010 | Curitiba       | Imersão |
| XXI    | 2011 | Rio de Janeiro | Aonde você pensa que vai? |
| XXII   | 2012 | Belo Horizonte | NJeitos |
| XXIII  | 2013 | Salvador       | Insira seu contexto aqui |
| XXIV   | 2014 | Goiânia        | Mude seu estado_ |
| XXV    | 2015 | São Paulo      | Movimento: Da potência ao ato |
| XXVI   | 2016 | João Pessoa    | Pluralidade, Regionalismo e Cultura                                                                                                  |
| XXVII  | 2017 | Curitiba       | Acessibilidade/Coletividade & Autonomia/Espaço & Corpo/Representatividade & Empoderamento/Popularização do Design e da Universidade. |
| XXVIII | 2018 | Bauru          | N(OVO) |
| XXIX   | 2019 | São Luís       | N Ação |